# 木内贵史
木内贵史（日语：／ Masuda Takashi，1940年8月5日—），旧姓增田，日本篮球运动员。他曾代表日本参加1960年夏季奥运会和1964年夏季奥运会男子篮球比赛。他也参加了1962年亚洲运动会，获得一枚银牌。